# U 864

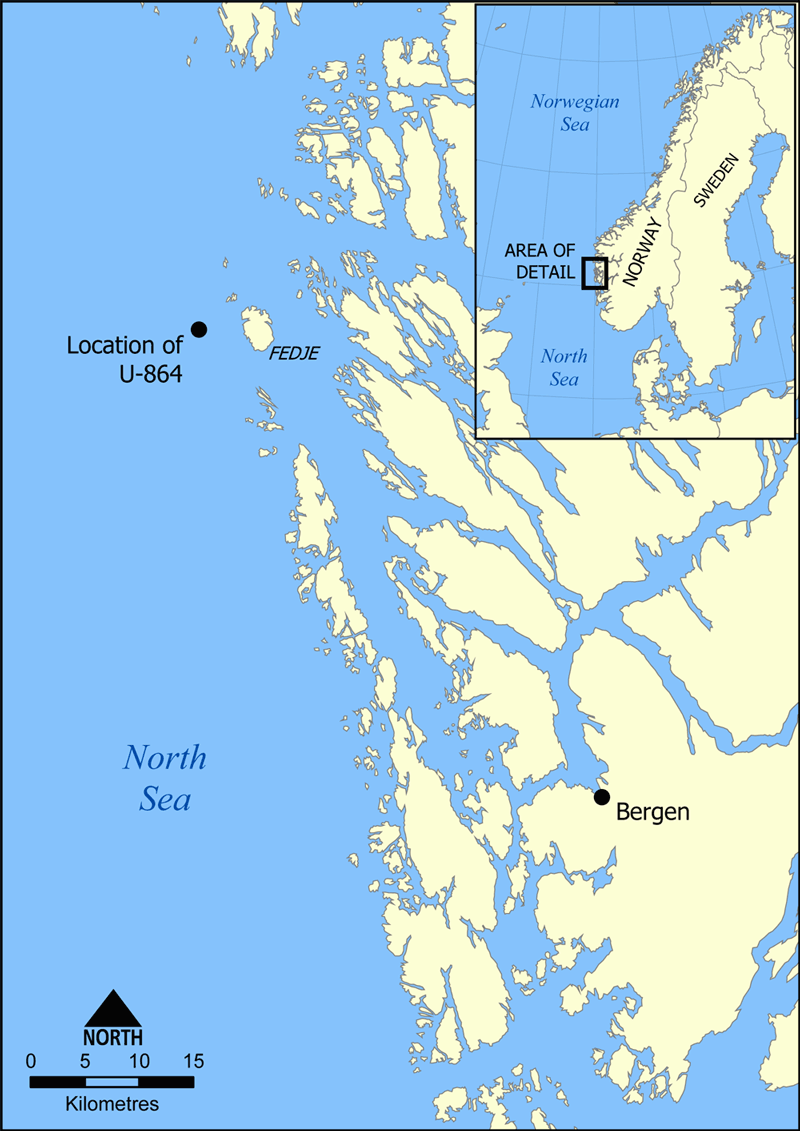
Wrackposition von U 864

U 864 war ein deutsches Unterseeboot vom Typ IX D2, das im Zweiten Weltkrieg eingesetzt wurde.
Es wurde am 9. Februar 1945 vom britischen U-Boot Venturer versenkt. Dabei handelte es sich um den einzigen bekannten Fall, bei dem ein getauchtes U-Boot von einem ebenfalls getauchten U-Boot versenkt wurde.

## Letzte Fahrt
U 864 lief am 7. Februar 1945 von Bergen, wo es einen Zwischenhalt eingelegt hatte, mit 70 Mann Besatzung und drei Gästen an Bord unter dem Kommando von Korvettenkapitän Ralf-Reimar Wolfram zu einer Fahrt nach Japan aus. Das 87,5 Meter lange 2150-Tonnen-U-Boot war vollbeladen mit modernster Technik und kriegswichtigen Gütern, die für Japan bestimmt waren, darunter 1857 Flaschen mit Quecksilber (rund 65 Tonnen). Es hatte außerdem Flugzeugteile und Zeichnungen des neuen Messerschmitt-Jägers Me 262 und Triebwerkskomponenten von Junkers und BMW an Bord, um Japan technologisch beim Krieg gegen die Vereinigten Staaten zu unterstützen.
Bereits am nächsten Tag zwang ein Maschinenschaden zur Umkehr. Das Boot fuhr im Zickzackkurs unter Wasser, um etwaige Verfolger abzuschütteln, und hatte fast die Einfahrt zum sicheren Fjord nach Bergen erreicht.

### Versenkung
Das britische U-Boot Venturer unter dem Kommandanten James H. Launders hatte Stunden zuvor die insbesondere aufgrund des Maschinenschadens lauten Maschinengeräusche geortet und die Verfolgung aufgenommen. Es hatte von vornherein die Aufgabe, U 864 zu versenken, damit die kriegswichtigen Güter nicht nach Japan gelangten. Der britische Abhördienst war über die Route und die Ladung des Bootes informiert. Gegen Mittag des 9. Februar kam U 864 in Schussweite. Launders konnte die Lage des deutschen U-Boots anhand des ausgefahrenen Periskops ausmachen. Der deutsche Kommandant fuhr dazu noch einen symmetrischen Zickzackkurs, der es Launders ermöglichte, die Fahrtroute von U 864 relativ genau vorherzusagen.
Launders schoss in einem gewissen zeitlichen Abstand vier jeweils mit 320 Kilogramm TNT bestückte Torpedos in einem Fächer aus zwei Kilometer Entfernung ab. Den letzten Torpedo ließ er auf größere Tiefe als die vorhergehenden einstellen, da er annahm, dass die Deutschen die ankommenden Torpedos hören und tiefer tauchen würden. Diese Annahme bestätigte sich, und so traf er U 864 und versenkte es. Nach der heftigen ersten Explosion waren Berstgeräusche zu hören und danach eine Reihe von kleineren Explosionen, die vermutlich von den fehlgegangenen Torpedos stammten, die in der Ferne detonierten. Bei Besichtigung der Untergangsstelle schwamm im dicken Ölteppich an der Wasseroberfläche ein Stahlzylinder, dessen Deckel mit Flügelmuttern verschraubt war. Wahrscheinlich handelte es sich um ein Modell des zusammenfaltbaren Aufklärungshubschraubers Focke-Achgelis Fa 330, die sogenannte „Bachstelze“. Von den 70 Besatzungsmitgliedern von U 864 und den drei Mitreisenden überlebte niemand.

## Wiederentdeckung
Das in zwei Teile zerbrochene Wrack wurde im März 2003 im Fedjefjord unweit der norwegischen Insel Fedje in 150 Meter Tiefe geortet (Lage: 60° 46′ N, 4° 37′ O). Der Meeresboden um das Wrack ist mit Quecksilber belastet. Es gibt Pläne, die Fundstelle auf einer Fläche von etwa 47.000 m² mit Beton zu versiegeln, um einen weiteren Austritt des Schwermetalls zu verhindern. Nach gegenwärtigen Planungen (Oktober 2018) soll die Versiegelung bis 2020 stattgefunden haben und ca. 31 Millionen Euro kosten. Eine Bergung des versenkten U-Bootes wird als zu risikoreich angesehen.
Im Jahr 2015 teilte die norwegische Behörde für Lebensmittelsicherheit mit, dass elf Jahre der Beobachtung und Analyse keine erhöhte Ansammlung gesundheitsschädlicher Stoffe bei in der Nähe des Wracks gefundenen Meeresfrüchten ergeben hätte. Der Genuss sei für Schwangere, Stillende und Kinder unbedenklich, da sich vermutlich das vorhandene Quecksilber nicht in Methylquecksilber umgewandelt habe.
Die lokale Bevölkerung stellt sich gegen eine Wrackversiegelung, da sie das Quecksilber beseitigt haben möchte. Ein Ausschuss sollte bis zum 1. Juli 2022 einen Bericht an die Regierung eingereicht haben.
Im Rahmen der dreiteiligen Dokumentarfilmreihe Tauchfahrt in die Vergangenheit (Originaltitel: U 864, Hitler’s Last Deadly Secret) wurden in der Folge Operation Caesar – Jagd auf U-864 die letzten Stunden und die Wiederentdeckung des U-Bootes verfilmt.